# Elia (Girne)
Elia (in greco Ελιά?; in turco Yeşiltepe) o Elea, è un villaggio del distretto di Kyrenia a Cipro, situato a sud-est di Karavas.  È sotto il controllo de facto di Cipro del Nord, dove appartiene al distretto di Girne, mentre de iure appartiene al distretto di Kyrenia della Repubblica di Cipro. Questo villaggio prima del 1974 è sempre stato abitato esclusivamente da greco-ciprioti. 
La sua popolazione nel 2011 era di 750 abitanti.

## Geografia fisica
Elia si trova sulle pendici settentrionali della parte occidentale del Pentadaktylos, a solo un km e mezzo a sud-est di Karavas/Alsancak e a otto km a ovest della città di Kyrenia.

## Origini del nome
Il nome significa "ulivo" in greco. Tuttavia, nel 1975 il nome del villaggio è stato cambiato dai turco-ciprioti in Yeşiltepe, che significa "collina verde" in turco.

## Società

### Evoluzione demografica
Il villaggio è sempre stato abitato esclusivamente da greco-ciprioti. Nella prima metà del XX secolo la popolazione è aumentata notevolmente, passando da 31 abitanti nel 1901 a 61 nel 1946.
Tutti gli abitanti del villaggio sono stati sfollati nel luglio 1974, in fuga dall'avanzata dell'esercito turco. Attualmente, come il resto dei greco-ciprioti sfollati, i greco-ciprioti di Elia sono sparsi in tutto il sud dell'isola. La popolazione sfollata di Elia può essere stimata intorno ai 95-100 abitanti, dato che la popolazione greco-cipriota era di 94 persone nel 1973.
Dopo lo sfollamento degli abitanti greco-ciprioti del villaggio nel 1974, Elia è stata ripopolata da sfollati turco-ciprioti di Paphos e da alcune famiglie provenienti da diverse parti della Turchia (la maggior parte da Akçaabat e Çarşamba). Dalla metà degli anni ottanta, molti cittadini europei e ricchi turco-ciprioti provenienti da altre zone del nord dell'isola hanno acquistato proprietà e costruito case estive qui. Secondo il censimento del 2006, la popolazione de jure del villaggio era di 290 persone, ma durante la stagione delle vacanze il numero poteva superare di gran lunga le 500 unità.